# 1419 هـ
1419 هـ هي سنة في التقويم الهجري امتدت مقابلةً في التقويم الميلادي بين سنتي 1998 و1999.

## وفيات
- أحمد العربي
- أحمد محمد المختار
- الحسين بن طلال
- عائشة عبد الرحمن
- علي الغروي
- فضل محمد السواتي
- فيصل دبدوب
- محمد أمين زين الدين
- محمد تقي الفقيه
- محمد حسين عامر
- محمد رضا مثبوت
- محمد متولي الشعراوي
- محمود شيت خطاب
- نزار قباني
- محمود محمد الطناحي
- حسن ظاظا